# Ruby Silvious
Ruby Silvious, née à Tacloban City, est une artiste peintre et graphiste, originaire des Philippines. 

## Biographie
Originaire des Philippines, Ruby Silvious tient sa sensibilité à la mode de sa grand-mère maternelle, une couturière également originaire de Tacloban City. Elles’installe dans l'État de New York à la fin des années 1970, et travaille chez Bergdorf Goodman à New York, où elle est régulièrement volontaire pour habiller les mannequins des défilés ,. En 2015, alors qu'elle travaille à plein temps dans une agence de marketing, elle décide de relever le défi de créer une œuvre d'art par jour, en utilisant comme toile un sachet de thé séché et vidé. Elle publie chaque jour ses créations sur les réseaux sociaux afin d'entretenir sa motivation et de suivre ses progrès,. 

## Carrière artistique
Les travaux de Ruby Silvious se concentrent principalement sur des expériences graphiques appliquées à des matériaux recyclés, comme les sachets de thé usagés,. L’artiste s’inspire de son quotidien pour créer ses toiles miniatures. La régularité de son travail témoigne artistiquement de la cérémonie rituelle du thé dans son mode de vie.
Le 3 janvier 2015, l’artiste lance le projet 363 Days of Tea, un journal visuel quotidien dans lequel elle dépeint ses émotions du moment à travers un dessin réalisé sur un sachet de thé déjà utilisé,. Son art implique des dessins, des estampes, des peintures, ou encore des collages. En 2016, elle réitère cette expérience avec le projet 52 Weeks of Tea.
En plus de ses journaux graphiques, l’artiste compose diverses collections artistiques de sachets de thé, en appliquant à chaque série une destination différente. En 2016, la série 26 Days of Tea in Japan est réalisée à partir d’encre, d’aquarelle, de gouache et de papier origami découpé. Ses œuvres sont conçues lors d’une résidence d’artiste au Japon,.
En 2017, Ruby Silvious chronique son récent séjour en France avec la série 26 Days of Tea in France. Elle y présente des peintures et miniatures des jardins et de la cuisine française.

## Expositions
- Printemps en Provence: 26 days of Tea in France, Galerie LM Studio, Hyères, France, mai 2017[10]
- Deemed a Canvas, exposition collective, Paradigm Gallery and HAHA MAG (High on Art, Heavy on Antics), Philadelphie, Pennsylvanie, du 26 janvier au 17 février 2018[11]
- Recycled and Refashioned: The Art of Ruby Silvious, Albany Institute of History & Art, Albany, de 25 janvier au 7 juin 2020[12],[13]